# Axel Wijkmark (militär)
Axel Richard Hjalmar Wijkmark, född den 27 maj 1874 i Tånnö församling, Jönköpings län, död den 7 februari 1936 i Stockholm, var en svensk militär. Han var bror till Henning Wijkmark och far till Bo Wijkmark.
Wijkmark blev underlöjtnant vid Gotlands infanteriregemente 1896, löjtnant där 1897 och kapten där 1911. Han befordrades till major vid Kalmar regemente 1921 och överfördes till Jönköpings-Kalmar regementes reserv 1928. Wijkmark och blev befälhavare för ett landstormsområde inom Stockholms inskrivningsområde och överstelöjtnant i armén 1929. Han blev riddare av Vasaorden 1916 och av Svärdsorden 1917. Wijkmark utgav Gottlands trupper 1811–1904 (1905–1906). Han vilar i en familjegrav på Norra begravningsplatsen utanför Stockholm.